# Europarlamentari della Repubblica Ceca della VIII legislatura
Gli europarlamentari della Repubblica Ceca della VIII legislatura, eletti in occasione delle elezioni europee del 2014, sono stati i seguenti.

## Composizione storica
| Europarlamentare  | Lista                                                          | Gruppo  |
| ----------------- | -------------------------------------------------------------- | ------- |
| Dita Charanzová   | ANO 2011                                                       | ALDE    |
| Martina Dlabajová | ANO 2011                                                       | ALDE    |
| Petr Ježek        | ANO 2011                                                       | ALDE    |
| Jan Keller        | Partito Social Democratico Ceco                                | S&D     |
| Kateřina Konečná  | Partito Comunista di Boemia e Moravia                          | GUE/NGL |
| Petr Mach         | Partito dei Liberi Cittadini                                   | EFDD    |
| Jiří Maštálka     | Partito Comunista di Boemia e Moravia                          | GUE/NGL |
| Luděk Niedermayer | TOP 09                                                         | PPE     |
| Pavel Poc         | Partito Social Democratico Ceco                                | S&D     |
| Miroslav Poche    | Partito Social Democratico Ceco                                | S&D     |
| Stanislav Polčák  | TOP 09                                                         | PPE     |
| Jiří Pospíšil     | TOP 09                                                         | PPE     |
| Miloslav Ransdorf | Partito Comunista di Boemia e Moravia                          | GUE/NGL |
| Olga Sehnalová    | Partito Social Democratico Ceco                                | S&D     |
| Michaela Šojdrová | Unione Cristiana e Democratica - Partito Popolare Cecoslovacco | PPE     |
| Jaromír Štětina   | TOP 09                                                         | PPE     |
| Pavel Svoboda     | Unione Cristiana e Democratica - Partito Popolare Cecoslovacco | PPE     |
| Pavel Telička     | ANO 2011                                                       | ALDE    |
| Evžen Tošenovský  | Partito Democratico Civico                                     | ECR     |
| Jan Zahradil      | Partito Democratico Civico                                     | ECR     |
| Tomáš Zdechovský  | Unione Cristiana e Democratica - Partito Popolare Cecoslovacco | PPE     |

## Modifiche intervenute

### Partito Comunista di Boemia e Moravia
- In data 04.02.2016 a Miloslav Ransdorf subentra Jaromír Kohlíček.

### Partito dei Cittadini Liberi
- In data 05.09.2017 a Petr Mach subentra Jiří Payne.